# دادیار
دادیار مقام قضایی است که در دادسرا تحت ریاست و نظارت دادستان انجام وظیفه می‌نماید و از حیث اظهارنظر و رأی، تابع دادستان است. با ارجاع دادستان عهده‌دار امور سرپرستی، تحقیقات مقدماتی، اجرای احکام و سایر وظایفی است که به عهده دادستان خواهد بود. دادیار هنگام حضور در دادگاه جهت دفاع از کیفرخواست، به نام دادستان بیان عقیده می‌نماید. وی همچنین راجع به اجرای احکام، مطابق مقررات انجام وظیفه خواهد نمود.
این واژه از برساخته‌های فرهنگستان ایران است و در برابر «وکیل عمومی» نهاده شده است.

## انواع دادیار
دادیار بر اساس نقش و وظایفی که دادستان به او محول می‌نماید، به شش گروه تقسیم می شود:
1. دادیار ارجاع
2. دادیار تحقیق
3. دادیار اظهارنظر
4. دادیار نماینده دادستان در دادگاه
5. دادیار اجرای احکام
6. دادیار ناظر زندان

لازم به ذکر است که این تقسیم‌بندی، صرفاُ از حیث عملکرد و حوزه وظایف است و در قانون چنین تقسیم‌بندی‌ای وجود ندارد، بنابراین هر مقام قضایی که دارای پایه «دادیاری» باشد، در هر زمان می‌تواند بر اساس اعلام دادستان (با حفظ قواعد تعارض منافع و فراغ دادرس) یکی از نقش‌های ششگانه فوق را ایفاء نماید؛ برای مثال دادیار ارجاع می‌تواند پرونده‌ای را به خود ارجاع دهد و به عنوان دادیار تحقیق به آن رسیدگی کند اما نمی‌تواند در همان پرونده، نقش دادیار اظهارنظر را ایفاء کند (چون یک بار نسبت به موضوع اظهارنظر کرده است و با قاعده فراغ دادرس تضاد دارد. ) اما همین دادیار می‌تواند در جلسه رسیدگی به عنوان نماینده دادستان در دادگاه حاضر شود و از کیفرخواست دفاع کند.

## برخی قوانین مربوط به دادیار
1. دادیار برای اقدام به هر کاری باید از طرف دادستان مأمور شود.

## منبع
1. ↑  قانون آئین دادرسی مدنی -دادگاه‌های عمومی وانقلاب ،۱۳۹۱، منصور
2. ↑  فرهنگ شش‌جلدی فارسی معین، جلد ۲، درآیند «دادیار»